# Paracanoë
Le paracanoë est un handisport dérivé du canoë-kayak pratiqué par les personnes avec handicap physique ou sensoriel.
En France, le terme « handikayak » est également utilisé depuis les années 1980, et il englobe autant la pratique de loisir que celle de compétition.
Le paracanoë devient compétition officielle des Jeux paralympiques d'été de 2016 à Rio de Janeiro (Brésil). Le Comité paracanoë de l'ICF (ICF Paracanoe Committee) (anciennement Canoeing for all Committee) de la Fédération internationale de canoë (ICF) gère le paracanoë.
La Fédération française de canoë-kayak a reçu délégation le 31 décembre 2016 du ministère des Sports pour gérer la pratique du paracanoë. La Fédération française handisport est également associée et le partenariat entre les deux fédérations a été renouvelé en décembre 2020.

## Les bateaux
Le kayak se pratique assis, en propulsion par une pagaie double. K1-monoplace et K2-biplace sont les modèles standards de randonnée. Peu d'aménagements sont nécessaires pour une adaptation personnalisée selon le handicap.
Le canoë se pratique en principe à genoux, en propulsion par une pagaie simple, mais en loisir avec les bateaux actuels il est fréquent de s'asseoir et d'utiliser une pagaie double. La compétition de canoe d'eau vive en France connait des équipages avec équipier équipé de prothèse de l'avant-bras, et d'équipier avant aveugle (le moteur).
Le va'a, la pirogue à balancier des îles du Pacifique, se pratique assis en propulsion avec une pagaie simple.
Le va'a et le kayak sont les embarcations utilisées lors des Jeux paralympiques.

## Classification des athlètes
Les catégories en paracanoë sont les suivantes, :
| Catégorie                | Observations                                                                 |
| Kayak                    | Kayak                                                                        |
| ------------------------ | ---------------------------------------------------------------------------- |
| KL1                      | Athlète ne pagayant qu’avec les bras.                                        |
| KL2                      | Athlète pagayant avec les bras et partiellement avec le tronc ou les jambes. |
| KL3                      | Pagayeur pagayant avec les bras, le tronc et les jambes.                     |
| Va'a (canoë à balancier) |                                                                              |
| VL1                      | Athlète ne pagayant qu’avec les bras.                                        |
| VL2                      | Athlète pagayant avec les bras et partiellement avec le tronc ou les jambes. |
| VL3                      | Pagayeur pagayant avec les bras, le tronc et les jambes.                     |